# 広島県道232号高停車場線
広島県道232号高停車場線（ひろしまけんどう232ごう たかていしゃじょうせん）は、広島県庄原市を通る一般県道である。

## 概要
JR西日本芸備線 高駅から国道183号交点を結ぶ。
高駅と駅前を走る国道183号（当時）を結ぶ27 mの県道であったが、2021年（令和3年）9月24日に広島県告示880号をもって、国道183号が高道路（2008年（平成20年）開通）側に統一され、その際に指定解除された旧国道183号のうち庄原側の2.9 kmを編入した。

### 路線データ
- 起点：庄原市高町（JR西日本芸備線 高駅前）
- 終点：庄原市宮内町（国道183号交点）
- 総延長：2.9 km

## 歴史
- 2021年（令和3年）9月24日 - 広島県告示880号により、国道183号の高道路旧道の国道指定解除に伴い、庄原側の2.9 kmを本路線に編入[注釈 1][1]。

## 地理

### 通過する自治体
- 庄原市

### 交差する道路
| 交差する道路                     | 交差する場所 | 交差する場所 |
| -------------------------------- | ------------ | ------------ |
| 国道183号 / 高道路・庄原バイパス | 宮内町       | 終点         |

### 交差する鉄道
- 芸備線

### 沿線
- JR西日本芸備線 高駅
- 庄原警察署 高警察官駐在所